# Els Banys Vells
Els Banys Vells és una obra de les darreres tendències de Banyoles (Pla de l'Estany) inclosa a l'Inventari del Patrimoni Arquitectònic de Catalunya.

## Descripció
Bar-restaurant situat en un entorn natural i envoltat d'arbres i un llac. El programa inclou un edifici i una topografia artificial construïda a partir de successives seccions. A manera de copes d'arbres, unes cobertes en forma de vaixell invertit permeten el pas de la llum a l'interior de la construcció. El seu perímetre és de fusta, mentre que els murs antics es mantenen per als vestuaris, lavabos i magatzems del bar. Bar i restaurant es troben a l'aire lliure, motiu pel qual els espais tancats tenen unes dimensions molt petites.